# Elezioni presidenziali in Senegal del 2019
Le elezioni presidenziali in Senegal del 2019 si sono tenute il 24 febbraio.
Non sono state ammesse le candidature di Karim Wade, esponente del Partito Democratico Senegalese e figlio dell'ex Presidente Abdoulaye Wade, e di Khalifa Sall, dissidente del Partito Socialista; il 20 gennaio il Consiglio costituzionale ha rigettato i loro rispettivi ricorsi.
Le elezioni sono state vinte al primo turno dal presidente uscente Macky Sall col 58,26% dei voti, così che non è stato necessario ricorrere al ballottaggio.

## Risultati
| Macky Sall      | Alleanza per la Repubblica              | 2 555 426 | 58,26 |  |  |  |  |  |
| Idrissa Seck    | Rewmi                                   | 899 556   | 20,51 |  |  |  |  |  |
| Ousmane Sonko   | PASTEF                                  | 687 523   | 15,67 |  |  |  |  |  |
| Issa Sall       | Partito dell'Unità e del Raggruppamento | 178 613   | 4,07  |  |  |  |  |  |
| Madické Niang   | Indipendente                            | 65 021    | 1,48  |  |  |  |  |  |
| Totale          | Totale                                  | 4 386 139 | 100   |  |  |  |  |  |
|                 |                                         |           |       |  |  |  |  |  |
| Voti non validi | Voti non validi                         | 42 541    | 0,96  |  |  |  |  |  |
| Votanti         | Votanti                                 | 4 428 680 |       |  |  |  |  |  |